# شيشة (ورغاهان)
شیشة (بالفارسية: شیشه) هي منطقة سكنية تقع في إيران في قسم ورغاهان الریفي. يقدر عدد سكانها بـ 87 نسمة .